# Bernard Sychta
Bernard Sychta (kašubsky B. Zëchta, 21. března 1907, Puzdrowo – 25. listopadu 1982, Gdaňsk) byl katolický kněz, kašubský jazykovědec a etnograf.
Mezi jeho nejvýznamnější díla patří spis Słownik gwar kaszubskich na tle kultury ludowej. Titul čestný doktorát mu byl udělen v Gdaňsku.

## Dílo
- Spiącé uejskue. Dramat kaszubski w czterech odsłonach, Wejherowo 1937
- Hanka sę żeni. Wesele kaszubskie w pięciu aktach z muzyką i śpiewem, Wejherowo 1937
- Dzéwczę i miedza. Dramat kaszubski w pięciu aktach, Wejherowo 1938
- Gwiôzdka ze Gduńska. Dramat w czterech obrazach, Wejherowo 1939, Wyd. ZK-P, Gdańsk 1988, ISBN 8385011412
- Budzta spiącëch, Wejherowo 1939
- Słownik gwar kaszubskich na tle kultury ludowej, t. I-VII, Ossolineum, Wrocław-Warszawa-Kraków-Gdańsk 1967-76
- Ostatnô gwiôzdka Mestwina czyli Słonecznicié pomorscié. Dramat w dwóch obrazach, Wyd. ZK-P, Gdańsk 1985. ISBN 838501117X
- Słownictwo kociewskie na tle kultury ludowej, t. I-III, Ossolineum, Wrocław 1980-85
- Kultura materialna Borów Tucholskich, Instytut Kaszubski, Gdańsk 1998
- Kaszubi - wierzenia i twórczość. Ze „Słownika” Sychty..., Gdańsk 2000
- W wieczornej mgle. Niesamowite opowieści z Kaszub. Ze „Słownika” Sychty. W wieczórny dôce. Niestwòrzoné pòwiôstczi z Kaszëbsczi. Ze „Słowôrza” Zëchtë, Wyd. Region, Gdynia-Pelplin 2004, 2005
- W świetle dnia. Anegdoty i bajki z Kaszub. Ze „Słownika” Sychty. W widze dnia. Gôdczi i bôjczi z Kaszëbsczi. Ze „Słowôrza” Zëchtë, Wyd. Region, Gdynia-Pelplin 2006